# Nationalisme égyptien

Drapeau de l'Égypte.

Le nationalisme égyptien est une idéologie soutenant l'existence d'une nation égyptienne. Le nationalisme égyptien a généralement été un nationalisme civique qui a mis l'accent sur l'unité des Égyptiens indépendamment de leur appartenance ethnique ou de leur religion. Le nationalisme égyptien s'est d'abord manifesté comme sentiment anti-anglais pendant la révolution égyptienne de 1919.

## Histoire

### Origines
Le protonationalisme égyptien précoce a été façonné par les invasions et les conquêtes étrangères. La conquête assyrienne et la bataille de Karchemish conduisirent à une figure de Nabuchodonosor à devenir l'archétype du conquérant oriental, une figure représentant la domination étrangère, un étranger et un ennemi prototype de l'Égypte.
L'attitude égyptienne envers la conquête perse subséquente menée par Cambyse II et la conquête macédonienne menée par Alexandre le Grand est quelque peu contradictoire. Hérodote, s'inspirant de la tradition égyptienne indigène, dépeint Cambyse, d'une part, comme un conquérant brutal qui a profané le culte sacré du taureau d'Apis, point de vue également soutenu par le roman de Cambyse et la chronique de Jean de Nikiou, où il est également identifié à Nabuchodonosor. D'autre part, Cambyse est représenté comme un demi-Égyptien, petit-fils d'Apriès.
Alexandre est dépeint dans la même dualité – alors qu'il est également dépeint comme un demi-Égyptien par son prétendu père Nectanébo dans le roman d'Alexandre, sa nouvelle capitale Alexandrie est considérée comme une fondation maléfique (ou « typhonique ») destinée à être détruite, Memphis étant censée être restaurée en tant que siège légitime des dieux. Cela peut s'expliquer par l'existence de deux traditions – l'une folklorique, qui tente d'égyptiser les conquérants étrangers et de les représenter comme la continuation d'une tradition royale indigène, et l'autre de l'élite sacerdotale – qui dépeint les épreuves de l'Égypte comme une bataille cosmique entre l'ordre et le chaos, symbolisée par le dieu Seth (identifié à Typhon). Ainsi, les ennemis de l'Égypte sont souvent étiquetés « typhoniques » ou comme des sbires de Seth. Cette idée se reflète également dans la description des frontières égyptiennes par Hérodote – la limite orientale est le lac Bardawil, où Typhon serait caché et où Cambyse battit l'armée égyptienne à la bataille de Péluse. Avaris, la capitale d'Hyksôs, qui a conquis l'Égypte au XVIIe siècle av. J. -C., est également décrite comme « typhonique » par Manéthon.
D'autres textes qui pourraient être considérés comme faisant partie du « Königsnovelle » égyptien et ont façonné le protonationalisme égyptien précoce que sont lOracle de l'agneau, lOracle du potier et le Rêve de Nectanébo.

### Fin du XIXesiècle
L'arabe et l'ancienne langue égyptienne sont des langues chamito-sémitiques partageant une origine commune. Le règne de Méhémet Ali a conduit l'Égypte à un niveau plus avancé d'industrialisation par rapport à ses voisins, avec plus de découvertes de reliques de la civilisation égyptienne antique. Le mouvement d'Ahmed Urabi, dans les années 1870 et 1880, fut le premier grand mouvement nationaliste égyptien à exiger la fin du « despotisme » de la famille de Méhémet Ali et à exiger l'arrêt de la croissance de l'influence européenne en Égypte, faisant campagne sous le slogan nationaliste « l'Égypte pour les Égyptiens ».
Une des figures majeures de l'opposition britannique fut le journaliste égyptien Yaqub Sannu, dont les caricatures à partir des années 1870 satisfaisaient d'abord le khédive Ismaïl Pacha, puis les dirigeants britanniques d'Égypte en tant que bouffons furent très populaires au XIXe siècle. Sannu a été le premier à écrire en arabe égyptien, destiné à plaire à un public de masse, et ses caricatures pouvaient être facilement comprises même par les analphabètes. Sannu a fondé le journal Abu-Naddara Zarqa, qui fut le premier journal à utiliser l'arabe égyptien en mars 1877. Une de ses caricatures se moquait du khédive Ismaïl pour son extravagance fiscale qui provoqua la faillite de l'Égypte en 1876, conduisant le khédive, qui n'appréciait pas la caricature, à ordonner son arrestation. Sannu s'enfuit à Paris, où il continua à publier le journal, dont les numéros furent introduits clandestinement en Égypte jusqu'à sa mort en 1912.
La période entre 1860 et 1940 a été caractérisée par la Nahda, la renaissance ou l'essor. Elle est surtout connue pour son intérêt renouvelé pour l'antiquité égyptienne et les réalisations culturelles qui en ont été inspirées. Cet intérêt s'est accompagné d'une orientation indigène, centrée sur l'Égypte, en particulier parmi l'intelligentsia égyptienne, qui allait avoir une incidence sur le développement autonome de l'Égypte en tant qu'État-nation souverain et indépendant. Le premier intellectuel égyptien de la renaissance était Rifa'a al-Tahtawi. En 1831, Tahtawi entreprend une carrière dans le journalisme, l'éducation et la traduction. Trois de ses ouvrages publiés sont des œuvres de philosophie politique et morale. Il y présente à ses étudiants des idées des Lumières telles que l'autorité laïque, les droits politiques et la liberté ; Ses idées sur ce que devrait être une société civilisée moderne et ce qui constitue par extension un « bon Égyptien » civilisé ; et ses idées sur l'intérêt public et le bien commun.
Tahtawi a contribué à susciter l'intérêt des autochtones pour le patrimoine antique de l'Égypte. Il composa plusieurs poèmes faisant l'éloge de l'Égypte et écrivit deux autres histoires générales du pays. Il a également coformé, avec son contemporain Ali Moubarak, les bases du système scolaire égyptien moderne.

### XXesiècle
Après 1882 et le début de l'occupation britannique de l'Égypte, le nationalisme égyptien s'est focalisé sur la fin de l'occupation. Ses représentants avaient l'appui des libéraux et des socialistes en Grande-Bretagne. Wilfrid Scawen Blunt, un anti-impérialiste, critique l'occupation britannique dans trois livres largement diffusés : The Secret History of the English Occupation of Egypt... (1907), Gordon at Khartoum (1911), et My Diaries: Being a Personal Narrative of Events, 1888-1914 (2 vol. 1919-1920).
Mustafa Kamil, un éminent nationaliste égyptien du début du XXe siècle, a été fortement influencé par l'exemple du Japon de l'ère Meiji en tant qu'État « oriental » qui s'était modernisé avec succès et dont il a constamment exhorté l'Égypte à suivre son exemple depuis l'époque de la guerre russo-japonaise. Kamil était également francophile comme la plupart des Égyptiens instruits de sa génération, et les valeurs républicaines françaises de liberté, d'égalité et de fraternité ont influencé sa compréhension de ce que signifiait être Égyptien car Kamil définissait l'identité égyptienne en termes de loyauté envers l'Égypte. Kamil et d'autres nationalistes égyptiens ont contribué à redéfinir la loyauté envers al-watan (« la patrie ») en soulignant l'importance de l'éducation, du nizam (l'ordre) et de l'amour d'al-watan, critiquant implicitement l'État créé par Méhémet Ali, dirigé sur des lignes très militaristes. Après que l'Entente cordiale de 1904 eut mis fin aux espoirs de soutien français à l'indépendance égyptienne, Kamil, désillusionné, se tourna vers l'Est avec le Japon comme modèle, définissant l'Égypte comme un pays « de l'Est » occupé par la Grande-Bretagne « de l'Ouest », et suggéra en des termes qui anticipaient plus tard le nationalisme du tiers monde que les Égyptiens avaient plus de points communs avec les peuples d'autres pays contrôlés par les nations occidentales comme l'Inde britannique (aujourd'hui l'Inde, le Pakistan et le Bangladesh) et les Indes orientales néerlandaises (aujourd'hui l'Indonésie).
Le nationalisme égyptien a atteint son apogée en 1919 lorsque la révolution contre la domination britannique a eu lieu en réponse aux politiques de guerre imposées par les autorités britanniques en Égypte, pendant la Première Guerre mondiale. Trois années de protestations et de troubles politiques suivirent jusqu'à ce que la Grande-Bretagne déclare unilatéralement l'indépendance de l'Égypte (qui était une monarchie) en 1922, bien que la Grande-Bretagne réserve plusieurs domaines à la surveillance britannique. Pendant la période du royaume d'Égypte, les nationalistes égyptiens sont restés déterminés à mettre fin à la présence britannique en Égypte. L'un des exemples les plus notables du nationalisme égyptien est survenu en décembre 1922, lorsque le gouvernement égyptien a revendiqué les artefacts trouvés dans la tombe du pharaon Toutânkhamon, découverte par un archéologue britannique nommé Howard Carter en novembre 1922, arguant qu'il appartenait à l'Égypte et que Carter ne pouvait pas les emmener en Grande-Bretagne comme il l'avait prévu. Le différend a finalement conduit les Égyptiens à poster un garde armé devant la tombe de Toutânkhamon pour empêcher Carter d'y pénétrer. En février 1924, le gouvernement égyptien a pris le contrôle de la tombe et avec elle tous les artefacts trouvés là, disant qu'ils appartenaient à l'Égypte. Le 6 mars 1924, le Premier ministre Saad Zaghloul inaugura officiellement le site de la tombe de Toutânkhamon au public égyptien lors d'une cérémonie élaborée qui eut lieu la nuit avec le ciel illuminé par les projecteurs, ce qui aurait attiré la plus grande foule jamais vue à Louxor. La réouverture se transforma en une manifestation anti-britannique lorsque le haut-commissaire britannique, le maréchal Allenby, arriva alors que la foule exigeait le retrait immédiat des Britanniques d'Égypte. La controverse sur la propriété des trésors du pharaon Toutânkhamon a eu lieu dans le contexte d'un mouvement de l'élite libérale égyptienne connu sous le nom de pharaonisme, qui exaltait l'Égypte antique comme un symbole national et dépeignait l'Égypte comme une nation méditerranéenne.
Le mouvement nationaliste Jeune Égypte, dirigé par Ahmed Hussein, prôna le retrait britannique d'Égypte et du Soudan, et promit d'unir le monde arabe sous la direction de l'Égypte. Dans le même temps, il est condamné par Hassan el-Banna, le fondateur et Guide suprême des Frères musulmans, comme glorifiant une période de jâhilîya. Dans un article de 1937, Banna rejette le « pharaohisme » pour avoir glorifié les « pharaons réactionnaires païens » comme Akhenaton, Ramsès II et Toutânkhamon au lieu de Mahomet et de ses compagnons et pour avoir cherché à « annihiler » l'identité musulmane de l'Égypte.
En janvier 1952, les forces britanniques encerclent un poste de police égyptien et leur demandent de se rendre d'un groupe de guérilleros fedayins qui s'y étaient réfugiés et de quitter la zone du canal. Après que les Égyptiens eurent abattu un négociateur britannique, le commandant britannique présent ordonna une attaque sur le poste de police ; 50 policiers furent tués dans la fusillade qui suivit, et les autres capturés. La capitale égyptienne, Le Caire, a été inondée de violence anti-britannique lors d'une émeute du 26 janvier 1952 connue sous le nom d'émeute du « Samedi noir ». Les émeutes du Samedi noir conduisirent au développement du mouvement des officiers libres, composé d'un millier d'officiers de niveau intermédiaire, renversant le roi Farouk. Après le coup d'État de 1952 qui renversa la monarchie et établit une république, Gamal Abdel Nasser monta au pouvoir sur des thèmes qui étaient basés sur le nationalisme arabe. Nasser voyait l'Égypte comme le leader des États arabes et voyait le rôle de l'Égypte comme la promotion de la solidarité arabe contre l'Occident et Israël.
En 1952, Nasser a produit un programme intitulé La philosophie de la révolution. Il explique comment lui et d'autres officiers qui ont renversé la monarchie le 23 juillet de cette année-là ont pris la décision de s'emparer du pouvoir et comment ils ont prévu d'utiliser leur nouveau pouvoir. Sous Nasser, l'identité arabe de l'Égypte est fortement mise en jeu, et Nasser promeut une politique de panarabisme, faisant valoir que tous les peuples arabes devraient être unis en un seul État sous sa direction. L'Égypte a été brièvement unie à la Syrie sous le nom de République arabe unie de 1958 à 1961, date à laquelle la Syrie a abandonné l'union. Nasser se considérait comme le successeur de Méhémet Ali, qui avait cherché à fonder une nouvelle dynastie pour gouverner l'Empire ottoman au XIXe siècle. Nasser en est venu à embrasser le panarabisme comme le meilleur moyen de libérer l'Égypte et le monde arabe de l'« impérialisme » et d'atteindre un statut de grande puissance, car Nasser considérait le monde arabe comme si entrelacé qu'il était effectivement « une nation divisée par les puissances coloniales ».
Les successeurs de Nasser, Anouar el-Sadate et Hosni Moubarak ont continué à mettre l'accent sur le nationalisme et l'identité arabes, mais basé sur le caractère distinctif de l'Égypte dans le monde arabe alors que Sadate a changé le nom officiel de l'Égypte de « République arabe unie » à « République arabe d'Égypte ». Lors de son entrée en fonction en 1970, Sadate a annoncé que sa première politique serait « l'Égypte d'abord ». En décembre 1970, Sadate annonça dans un discours que l'Égypte serait disposée à faire la paix avec Israël à condition que celui-ci restitue la péninsule du Sinaï, sans mentionner la Cisjordanie, la bande de Gaza ou le plateau du Golan. Sadate dans un discours a dit : « Qu'il n'y ait plus de guerre ni d'effusion de sang entre les Arabes et qu'il n'y ait plus de souffrance ni de déni de droits. Qu'il n'y ait plus de désespoir ou de perte de foi ».
Après que la guerre du Kippour eut rehaussé son image et celle de l'armée égyptienne en Égypte, Sadate commença une attaque massive contre l'héritage de Nasser, y compris ses politiques panarabistes, qui furent dépeintes comme ayant entraîné l'Égypte dans la pauvreté, une longue guerre au Yémen et la soumission à l'Union soviétique. Contrairement au laïc Nasser, Sadate a commencé une politique de mise en scène de l'identité musulmane de l'Égypte, faisant modifier la constitution en 1971 pour affirmer que la charia était « la source principale de la législation de l'État » et, en 1980, pour mentionner que la charia était la source principale de toutes les lois. Cela a fini par être très controversé en Égypte et beaucoup s'y sont opposés, bien que le pays soit devenu plus conservateur à la suite de la découverte de gisements de pétrole dans les pays du Golfe, ce qui a conduit les Égyptiens à travailler et à promouvoir une idéologie extrêmement conservatrice « wahhabiste ». Bien que Sadate n'était pas un fondamentaliste islamique, sous son règne l'islam a commencé à être dépeint comme la pierre angulaire de l'identité nationale égyptienne. Sadate avait choisi de lancer ce que les Égyptiens appellent la guerre du Ramadan, pendant le mois sacré du Ramadan, et le nom de code pour la première attaque contre la ligne israélienne de Bar-Lev sur le canal de Suez était Opération Badr, d'après la première victoire de Mahomet, deux gestes qui auraient été impensables sous Nasser car Sadate avait choisi de faire appel aux sentiments islamistes. Sadate et Moubarak ont également abandonné la politique conflictuelle de Nasser avec Israël et l'Occident. Sadate a choisi de s'engager dans l'islamisme en libérant les islamistes des prisons pour combattre l'influence communiste.